# Romulus Gabor
Romulus Gabor (ur. 14 października 1961 w Pui) – były rumuński piłkarz występujący na pozycji pomocnika.

## Kariera klubowa
Gabor zawodową karierę rozpoczynał w 1978 roku w klubie Corvinul Hunedoara z Divizii B. W 1980 roku awansował z zespołem do Divizii A. W 1982 roku zajął z nim 3. miejsce w lidze. W Corvinulu spędził 13 lat. W sumie rozegrał tam 305 spotkań i zdobył 68 bramek. W 1991 roku odszedł do węgierskiego klubu Diósgyőri VTK. Po roku powrócił do Corvinulu, grającego już w Divizii B. Sezon 1993/1994 spędził pierwszoligowej w drużynie Universitatea Kluż-Napoka. Zagrał tam w 10 meczach i strzelił 1 gola. Potem ponownie został graczem Corvinulu, którego barwy reprezentował przez kolejne dwa lata. Grał także w zespołach Inter Sibiu oraz Viitorul Oradea, gdzie w 1997 roku zakończył karierę.

## Kariera reprezentacyjna
W reprezentacji Rumunii Gabor zadebiutował 11 listopada 1981 roku w zremisowanym 0:0 meczu eliminacji Mistrzostw Świata 1982 ze Szwajcarią. W 1984 roku został powołany do kadry na Mistrzostwa Europy. Zagrał tam w pojedynkach z Hiszpanią (1:1) oraz Portugalią (0:1). Z tamtego turnieju Rumunia odpadła po fazie grupowej. W latach 1981–1986 w drużynie narodowej Gabor rozegrał w sumie 35 spotkań i zdobył 2 bramki.